# Pegomya orientis
Pegomya orientis este o specie de muște din genul Pegomya, familia Anthomyiidae, descrisă de Masayoshi Suwa în anul 1974. Conform Catalogue of Life specia Pegomya orientis nu are subspecii cunoscute.